# Kaplická brázda
Kaplická brázda je geomorfologický podcelek v západní části Novohradského podhůří. Jedná se o v severojižním směru protáhlou prolomovou sníženinu širokou 5–12 km, která je pokračováním severně položené Českobudějovické pánve. Je ohraničena výraznými zlomovými svahy – zejména na západě, kde sousedí s Prachatickou hornatinou a Českokrumlovskou vrchovinou. Východní ohraničení tvoří převážně údolí Malše, za nímž se zvedají Stropnická pahorkatina a Soběnovská vrchovina. Střední nadmořská výška Kaplické brázdy 568,5 m.

## Geomorfologické okrsky
- Kroclovská pahorkatina
- Velešínská pahorkatina
- Netřebický práh
- Stradovská kotlina
- Dolnodvořišťská sníženina
- Cetvinská kotlina

## Geologická stavba
Kaplická brázda je složená z kaplických svorů, svorových rul a vyvřelin centrálního moldanubického plutonu. Zbytky neogenních usazenin jsou považovány za doklad dřívějšího odvodňování prolomu k jihu – do povodí Dunaje.